# Stomozoa roseola
Stomozoa roseola är en sjöpungsart som först beskrevs av C.S. Millar 1955.  Stomozoa roseola ingår i släktet Stomozoa och familjen Stomozoidae. Inga underarter finns listade i Catalogue of Life.